# Federico Peluso
Federico Peluso (Rome, 20 januari 1984) is een Italiaanse voetballer die doorgaans als verdediger speelt. Hij verruilde Juventus in juli 2014 voor US Sassuolo. Peluso debuteerde in 2012 in het Italiaans voetbalelftal.

## Clubstatistieken
| Seizoen   | Club                   | Competitie | Wed. | Goals |
| --------- | ---------------------- | ---------- | ---- | ----- |
| 2001–2004 | US Pro Vercelli Calcio | Serie C2   | 43   | 1     |
| 2004–2006 | Ternana Calcio         | Serie B    | 66   | 1     |
| 2006–2008 | UC AlbinoLeffe         | Serie B    | 57   | 4     |
| 2009–2013 | Atalanta Bergamo       | Serie A    | 111  | 4     |
| 2013      | → Juventus             | Serie A    | 12   | 0     |
| 2013–2014 | Juventus               | Serie A    | 9    | 1     |
| 2014–     | US Sassuolo            | Serie A    | 148  | 4     |